# Güray Vural
Güray Vural (* 11. června 1988, Afyonkarahisar, Turecko) je turecký fotbalový záložník. Od roku 2012 hraje v tureckém klubu Akhisar Belediyespor.

## Klubová kariéra
V roce 2012 přestoupil po vypršení smlouvy jako volný hráč z Denizlisporu do jiného tureckého klubu Akhisar Belediyespor.

## Reprezentační kariéra
Güray Vural nastupoval za turecký mládežnický výběr do 21 let.